# ВЛ65
ВЛ65 (Володимир Ленін, тип 65) — шестивісний електровоз змінного струму. Випускався з 1992 по 1998 роки Новочеркаським електровозобудівним заводом (НЕВЗ). Механічна частина (кузов і візки) створена на базі електровоза ВЛ85. Створювався як заміна застарілим електровозам ВЛ60.

## Пасажирський електровоз ЕП1
На базі електровоза ВЛ65 створений пасажирський електровоз ЕП1, який в 1999 році прийняв у ВЛ65 естафету випуску і має такі основні відмінності:
- Застосовані нові тягові двигуни НБ-520, які мають опорно-рамне підвішування, це зменшує вплив машини на шлях і удари від шляху на самі двигуни;
- Зменшено передавальне число тягових редукторів, це призвело до підвищення конструкційної швидкості до 140 км/год при одночасному зниженні сили тяги, що пристосувало електровоз до швидкостей і вазі пасажирських складів;
- Прибрана можливість роботи за системою багатьох одиниць і призначені для цього розетки під буферними ліхтарями;
- З'явилася можливість роботи мотор-вентиляторів і мотор-насоса на низькій (зниженою втричі) швидкості, шляхом живлення їх напругою 90 В з частотою 16,66 Гц від статичного перетворювача. Це забезпечує економію електроенергії і знижує рівень шуму;
- З номера 029 двигуни мотор-компресорів НВА-55 замінені на восьмиполюсні НВА-22, в результаті чого компресори працюють на низькій швидкості;
- У системі управління електровозом встановлені два комп'ютери — основний і резервний, що забезпечують контроль і управління електровозом.

Електровоз ЕП1 з кабіною, подібної кабіні ВЛ65, випускався по 2006 рік, нині випускаються ЕП1М і інші модифікації зі зміненою кабіною.